# Ottawa (Kansas)
Ottawa és una població dels Estats Units a l'estat de Kansas. Segons el cens del 2000 tenia 11.921 habitants.

## Demografia
Segons el cens del 2000, Ottawa tenia 11.921 habitants, 4.697 habitatges, i 3.034 famílies. La densitat de població era de 688 habitants/km².
Dels 4.697 habitatges en un 33,2% hi vivien nens de menys de 18 anys, en un 49,1% hi vivien parelles casades, en un 10,9% dones solteres, i en un 35,4% no eren unitats familiars. En el 30,5% dels habitatges hi vivien persones soles el 14,4% de les quals corresponia a persones de 65 anys o més que vivien soles. El nombre mitjà de persones vivint en cada habitatge era de 2,43 i el nombre mitjà de persones que vivien en cada família era de 3.
Per edats la població es repartia de la següent manera: un 26,6% tenia menys de 18 anys, un 11,5% entre 18 i 24, un 27,7% entre 25 i 44, un 18,3% de 45 a 60 i un 15,8% 65 anys o més.
L'edat mediana era de 34 anys. Per cada 100 dones de 18 o més anys hi havia 89 homes.
La renda mediana per habitatge era de 34.071$ i la renda mediana per família de 41.710$. Els homes tenien una renda mediana de 30.050$ mentre que les dones 22.891$. La renda per capita de la població era de 16.840$. Entorn del 6,8% de les famílies i el 9% de la població estaven per davall del llindar de pobresa.

## Poblacions més properes
El següent diagrama mostra les poblacions més properes.